# À Boca da Canada (Folhadais)
À Boca da Canada é uma localidade da freguesia da Terra Chã, local dos Folhadais, Concelho de Angra do Heroísmo, ilha Terceira, arquipélago dos Açores.
Este local é habitado desde datas bastante recuadas, com início na fundação do povoado que daria lugar à actual freguesia da Terra Chã. Aqui localiza-se a sede da A.C.M. – Associação Cristã da Mocidade da Ilha Terceira.
Faz extremo com o local denominado À Boca da Canada (Belém) e com o local denominado À Boca da Canada (Luz).